# Зена Маршалл
Зена Маршалл (англ. Zena Marshall) — британська акторка, найбільш відома роллю міс Таро в першому фільмі про Джеймса Бонда «Доктор Ноу».

## Біографія
Зена Маршалл народилася 1 січня 1926 року у Найробі, але росла у Лестерширі. Навчалася у St Mary's School Ascot. Споочатку Маршалл почала працювати у театрі, але далі акторка почала брати участь у кінематографічних проектах. Першою роллю в кіно в кар'єрі акторки стала маленька роль в історичному фільмі «Цезар і Клеопатра» 1945 року.

## Фільмографія
| Рік  | Назва                       | Роль                     |
| ---- | --------------------------- | ------------------------ |
| 1945 | «Цезар і Клеопатра»         | придворна дівчина        |
| 1947 | «Кінець річки»              | Санте                    |
| 1948 | «Так зла моя любов»         | Лізет                    |
| 1948 | «Засніжений»                | італійська дівчина       |
| 1948 | «Міранда»                   | секретарка               |
| 1948 | «Загублені дівчата»         | Енні Фарел               |
| 1948 | «Спальний вагон до Трієста» | Сюзанна                  |
| 1949 | «Поганий лорд Байрон»       | італійка                 |
| 1949 | «Одружися зі мною»          | Марсель Даклос           |
| 1949 | «Безладдя»                  | Жизель                   |
| 1949 | «Загублені люди»            | Анна                     |
| 1949 | «Зустрічайте Саймона Черрі» | Ліза Колвіль             |
| 1950 | «Операція Катастрофа»       | The Wren                 |
| 1950 | «Так довго на ярмарку»      | Ніна                     |
| 1950 | «Змова Сохо»                | Дора Скейл               |
| 1950 | «Темний інтервал»           | Соня Джордан             |
| 1951 | «Розпродане пекло»          | Honeychild               |
| 1952 | «Блеф сліпого»              | Крістін Стівенс          |
| 1952 | «Донька доглядача»          | Фрітзі Віллерс           |
| 1953 | «Смертельний пасльон»       | Ен Ферінгтон             |
| 1953 | «Людина проти сонця»        | Елізабет                 |
| 1954 | «Багряне павутиння»         | Лаура Вейн               |
| 1954 | «Розкрадач»                 | міз Форест               |
| 1955 | «Три випадки вбивства»      | чарівна блондинка        |
| 1956 | «Бермудська справа»         | Кріс Волтерс             |
| 1956 | «Родина моєї дружини»       | Хільда                   |
| 1957 | «Будьмо щасливими»          | Гелен                    |
| 1960 | «Історія Давида»            | Наомі                    |
| 1962 | «Поперечна пастка»          | Ріна                     |
| 1962 | «Доктор Ноу»                | міс Таро                 |
| 1962 | «Зворотний вогонь!»         | Полін Логан              |
| 1962 | «Винна сторона»             | Тельма Сінклер           |
| 1963 | «Перемикач»                 | Каролайн Маркгем         |
| 1964 | «Вердикт»                   | Карола                   |
| 1965 | «Повітряні пригоди»         | графиня Софія Понтічеллі |
| 1967 | «Терорнавти»                | Сенді Ланд               |